# Aspalathus quadrata
Aspalathus quadrata är en ärtväxtart som beskrevs av Harriet Margaret Louisa Bolus. Aspalathus quadrata ingår i släktet Aspalathus och familjen ärtväxter. Inga underarter finns listade i Catalogue of Life.